# Ackerstraße (Berlin)
Die Ackerstraße ist eine 1,8 Kilometer lange Straße im Berliner Bezirk Mitte, die vom Ortsteil Mitte zum Ortsteil Gesundbrunnen verläuft und sich in der historischen Oranienburger Vorstadt befindet.

## Lage und Verlauf
Die Ackerstraße beginnt an der Linienstraße im Ortsteil Mitte, verläuft nach Norden bis zur Invalidenstraße, knickt nach Nordwesten ab und geht dann bis zur Scheringstraße im Ortsteil Gesundbrunnen. Die Hausnummern verlaufen in Hufeisenform vom Haus Nr. 1 an der Ecke Linienstraße bis zur Scheringstraße und zurück zum Haus Nr. 174.

## Namensgebung
Die Ackerstraße erhielt ihren Namen nach den Äckern der Berliner Feldmark, die damit erschlossen wurde. Die um 1750 angelegte Straße hieß bis 1801 Zweite Reihe im Neuen Voigtland und Dritte Reihe im Neuen Voigtland.

## Geschichte

### 18.–19. Jahrhundert
Der damalige Stadtkommandanten Generalleutnant Graf von Hacke hatte am 22. September 1751 vom preußischen König Friedrich II. den Befehl erhalten, auf einer Fläche vor der Berliner Stadtmauer zwischen dem Hamburger Tor und dem Rosenthaler Tor Wohnhäuser anlegen zu lassen. Geplant wurden zunächst 30 Häuser für 60 Familien, die aus einer Bewerbergruppe von Siedlern ausgewählt wurden. Der Grundgedanke von Friedrich II. war die Ansiedlung qualifizierter Fachkräfte aus nicht-preußischen deutschen Gebieten in seinem Herrschaftsbereich. Die neuen Bewohner waren größtenteils Handwerker und kamen aus dem Voigtland, weshalb das neu entstandene Siedlungsgebiet die Bezeichnung Neu-Voigtland erhielt. Die Straßen wurden zeilenförmig parallel angelegt und entsprechend bezeichnet – die heutige Ackerstraße war zunächst die Zweite Reihe im Neuen Voigtland. Alle Häuser in der Kolonie Neu-Voigtland waren wegen der schnellen und preiswerten Herstellung Typenbauten, womit ein neuer Trend gesetzt wurde. Zwischen den Einzelgebäuden wurden Gärten angelegt. Als im 19. Jahrhundert durch Stadtverdichtung und soziale Umstrukturierungen weitere Bewohner hinzukamen, entstanden noch neue Straßen und diese wurden neu gezählt – nun war die Ackerstraße die Dritte Reihe im Neuen Voigtland. Im 19. Jahrhundert hatte sich in Berlin der Begriff „Voigtland“ als Synonym für Armut und Asozialität ausgeprägt. Die Gegend wurde abfällig „Berliner Sahara“ genannt. Die vorhandenen Häuser wurden nun häufig durch seitliche Anbauten erweitert, bis schließlich geschlossene Straßenfronten daraus wurden. Später siedelten sich hier Caféhäuser und Bierschänken, in der benachbarten Bergstraße sogar eine Brauerei („Bergschlößchen“) an.
Der Bereich hieß nun nicht mehr Kolonie Neu-Voigtland, sondern Oranienburger Vorstadt. Ihre Bewohner beantragten im August 1800 mit einem Brief an das Polizei-Direktorium die Vergabe von amtlichen Straßennamen. Auf Vorschlag eines Polizisten erhielt die Dritte Reihe im Neuen Voigtland am 18. Februar 1801 die Bezeichnung Ackerstraße. (Benachbarte Straßen hießen ab dem gleichen Zeitpunkt Bergstraße und Gartenstraße.) Am 6. April 1833 wurde der nächste Straßenabschnitt, zwischen Invaliden- und Liesenstraße, in die Ackerstraße einbezogen und zunächst Neue Ackerstraße genannt. Die südliche Verlängerung der Straße bis zum Koppenplatz erfolgte 1877. Die dortigen Bewohner wollten jedoch einen eigenen Namen für ihren Verkehrsweg, er sollte Virchowstraße heißen. Diesem Antrag wurde jedoch nicht stattgegeben.
Ungefähr in der Mitte der Ackerstraße (Nr. 37) wurde 1844 der St. Elisabeth-Friedhof angelegt, der bis heute genutzt wird.
In den 1870er und 1880er Jahren erhielt die Straße durch neue Mietswohnhäuser ein völlig neues Gesicht und die Einwohnerzahl des Gebietes verdichtete sich enorm. 1895 wurde hier die erste Untergrundbahn Kontinentaleuropas errichtet. Sie verband die AEG-Apparatefabrik in der Ackerstraße mit dem AEG-Fabrikgelände in der Voltastraße. Zum Ende des 19. Jahrhunderts wurde an der Ecke zur Invalidenstraße die Ackerhalle errichtet, die bis heute erhalten ist.

### Seit dem 20. Jahrhundert
Zwischen 1961 und 1989, als die Berliner Mauer die Stadt teilte, lag ein Teil der Ackerstraße im Grenzstreifen und durfte nur mit Sondergenehmigung betreten werden. 1982 wurden im Abschnitt zwischen der heutigen Tor- und der Invalidenstraße 29 Häuser als Ensemble Ackerstraße unter Denkmalschutz gestellt. Von 1994 bis 2009 war der südliche Teil der Ackerstraße im Ortsteil Mitte Bestandteil des Sanierungsgebietes Rosenthaler Vorstadt. Der nördliche Teil – im ehemaligen Bezirk Wedding gelegen – gehörte zum Sanierungsgebiet Wedding-Brunnenstraße (SWB) und ist heute deshalb von Flächensanierung geprägt.

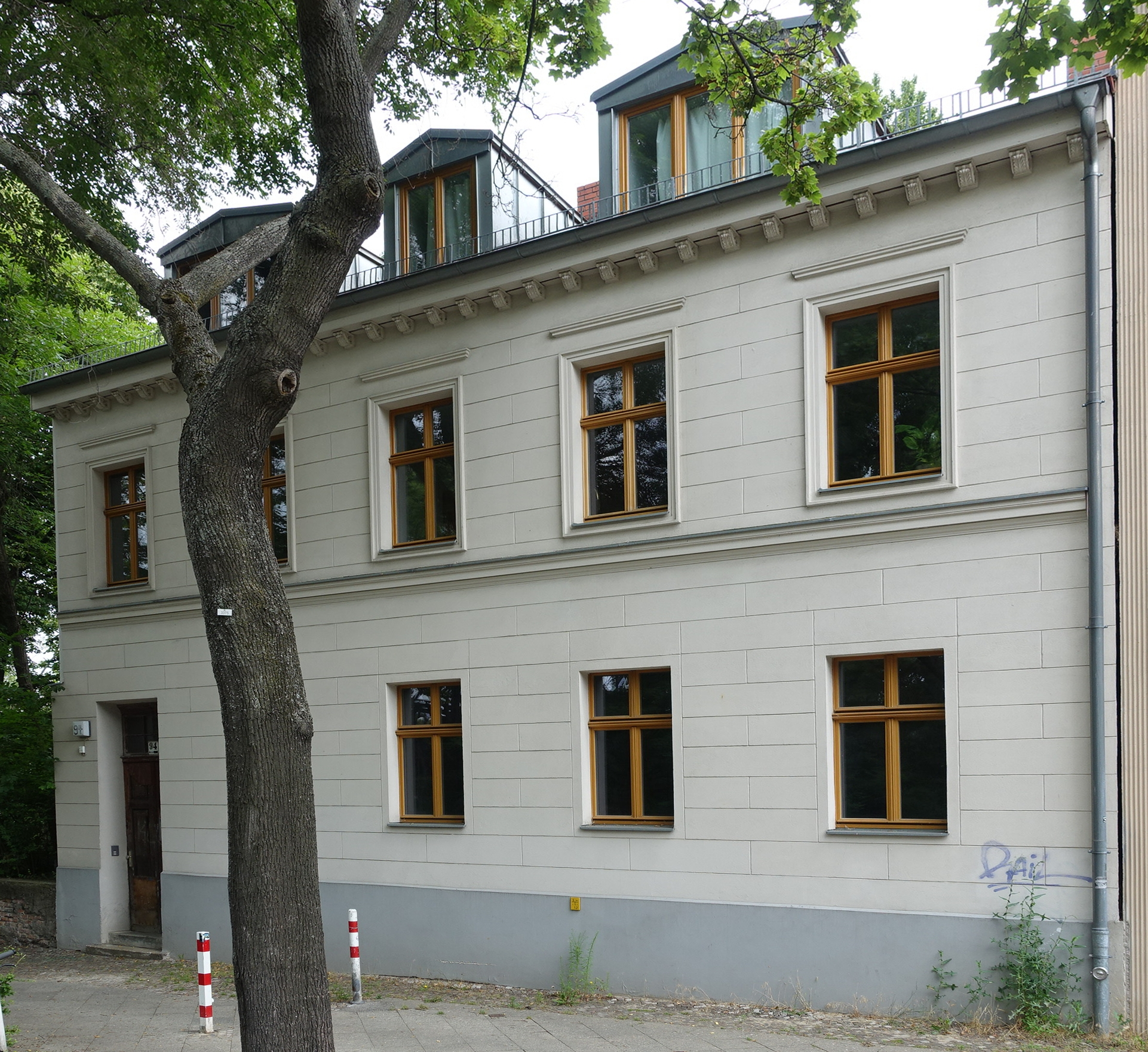
Kolonistenhaus Ackerstraße 94
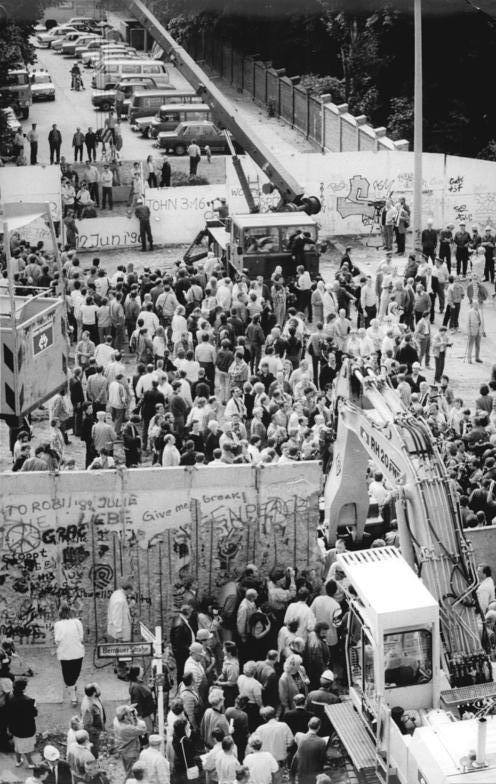
Mauerabriss Bernauer Ecke Ackerstraße, 1990
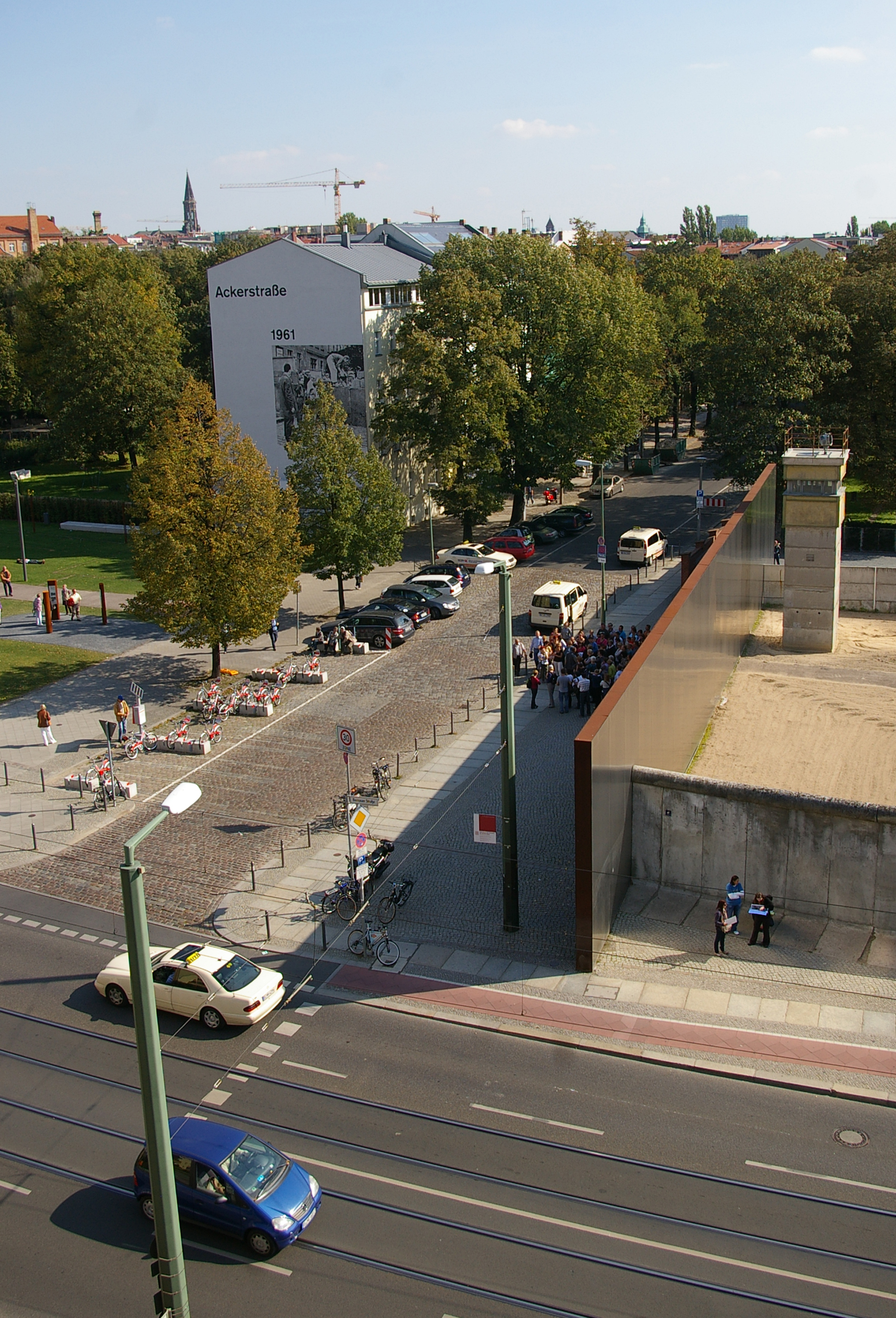
Abschnitt der Ackerstraße als Teil der Gedenkstätte Berliner Mauer, 2011

## Bauten und Denkwürdigkeiten
→ Liste der Kulturdenkmale in Berlin-Mitte/Oranienburger Vorstadt
- Der erste Abschnitt der Neuen Berliner Pferdebahn vom Alexanderplatz zur Gartenstraße führte auch durch die nördliche Ackerstraße, in deren südlichem Abschnitt hingegen, im Haus Nr. 4 ein Betriebshof der Großen Berliner Pferde-Eisenbahn (GBPfE) lag.
- An der Ackerstraße befand sich die Schmiedewerkstatt, in der die Firma Puhl & Wagner Schmelzversuche für ihre Glasmosaiken unternahmen.
- In der Ackerstraße 5 wohnte ab 1990 der Liedermacher Rainald Grebe.
- Ackerhöfe: Ackerstraße 14/15.[4]
- Der Maschinenbau-Unternehmer Wilhelm Carl Johann Wedding unterhielt sein Geschäftsbüro in der Ackerstraße Nr. 50 bzw. Nr. 76.
- Gegenüber dem Haus Nr. 76 steht auf dem angrenzenden Gartenplatz die katholische Kirche St. Sebastian.
- Die Ackerstraße 80 ist eine der wenigen erhaltenen Mietskasernen mit Geviert-Bebauung, geschlossenem Innenhof und umlaufend zugänglichem Dachstuhl.
- Unter der Ackerstraße 85/86 im Bereich des Ortsteils Gesundbrunnen gibt es den (buddhistischen) Fo-Guang-Shan-Tempel.
- An der Ackerstraße 132 befand sich die Mietskaserne Meyers Hof.
- Ab 1867 produzierte die Berliner Maschinenbau AG (BMAG – ab 1870) an der Ackerstraße (Ecke Feldstraße).
- In der Ackerstraße sind insgesamt 19 historische Gebäude erhalten (Hausnummern 1–5, 10–13, 16/17, 19–22, 144–147, 154/155, 165, 171) und stehen unter Denkmalschutz.[5]

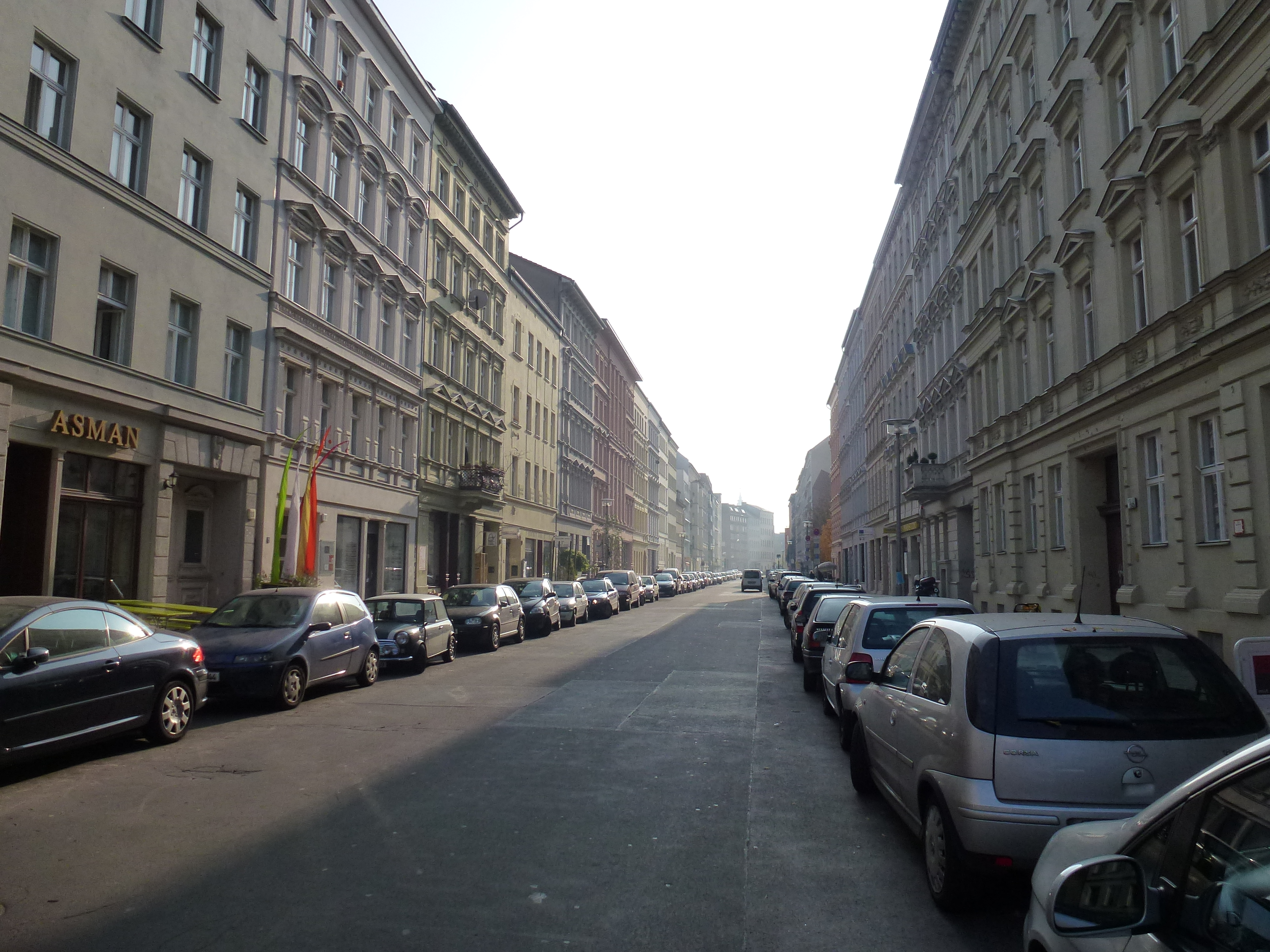
Denkmalensemble Ackerstraße
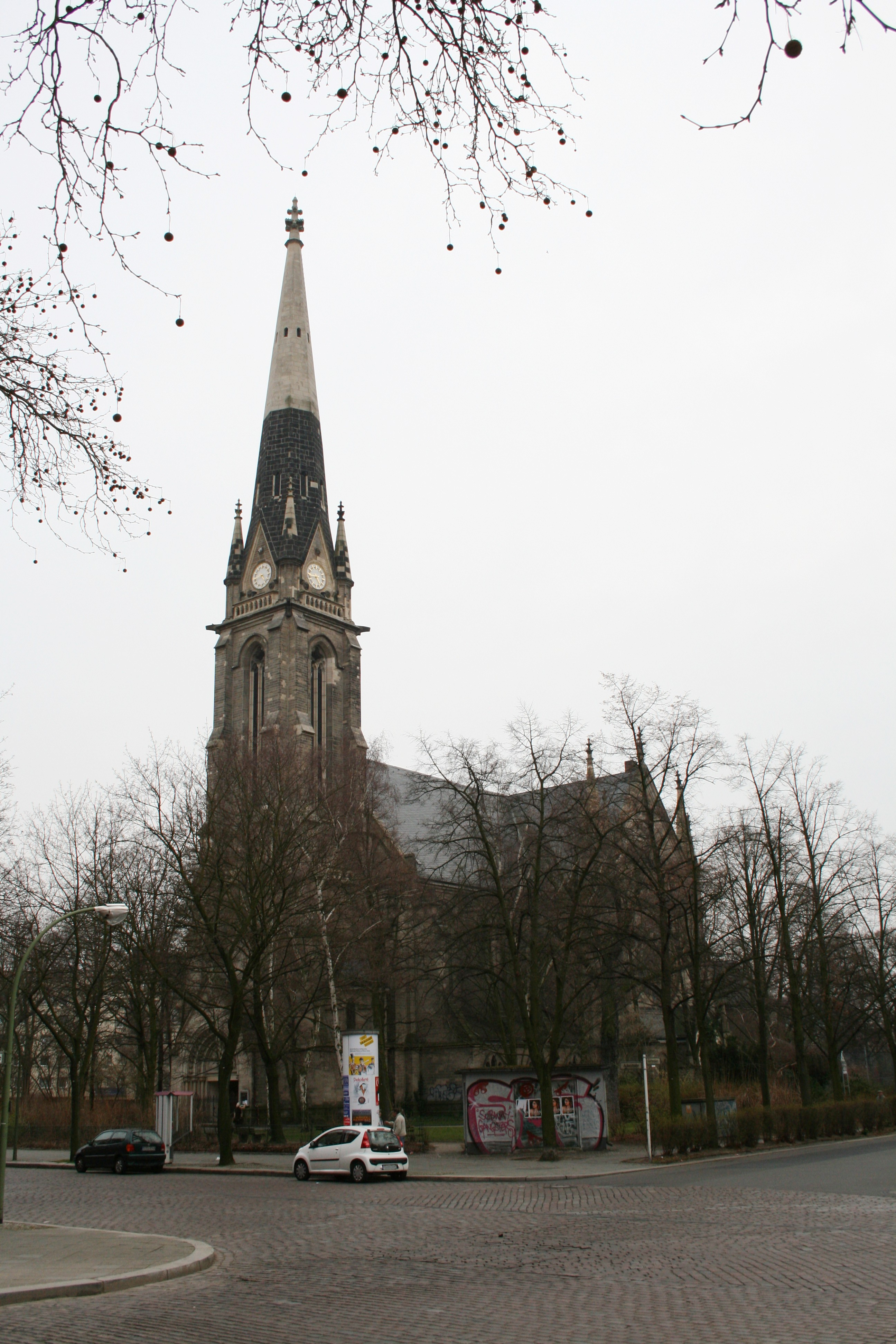
St. Sebastian-Kirche
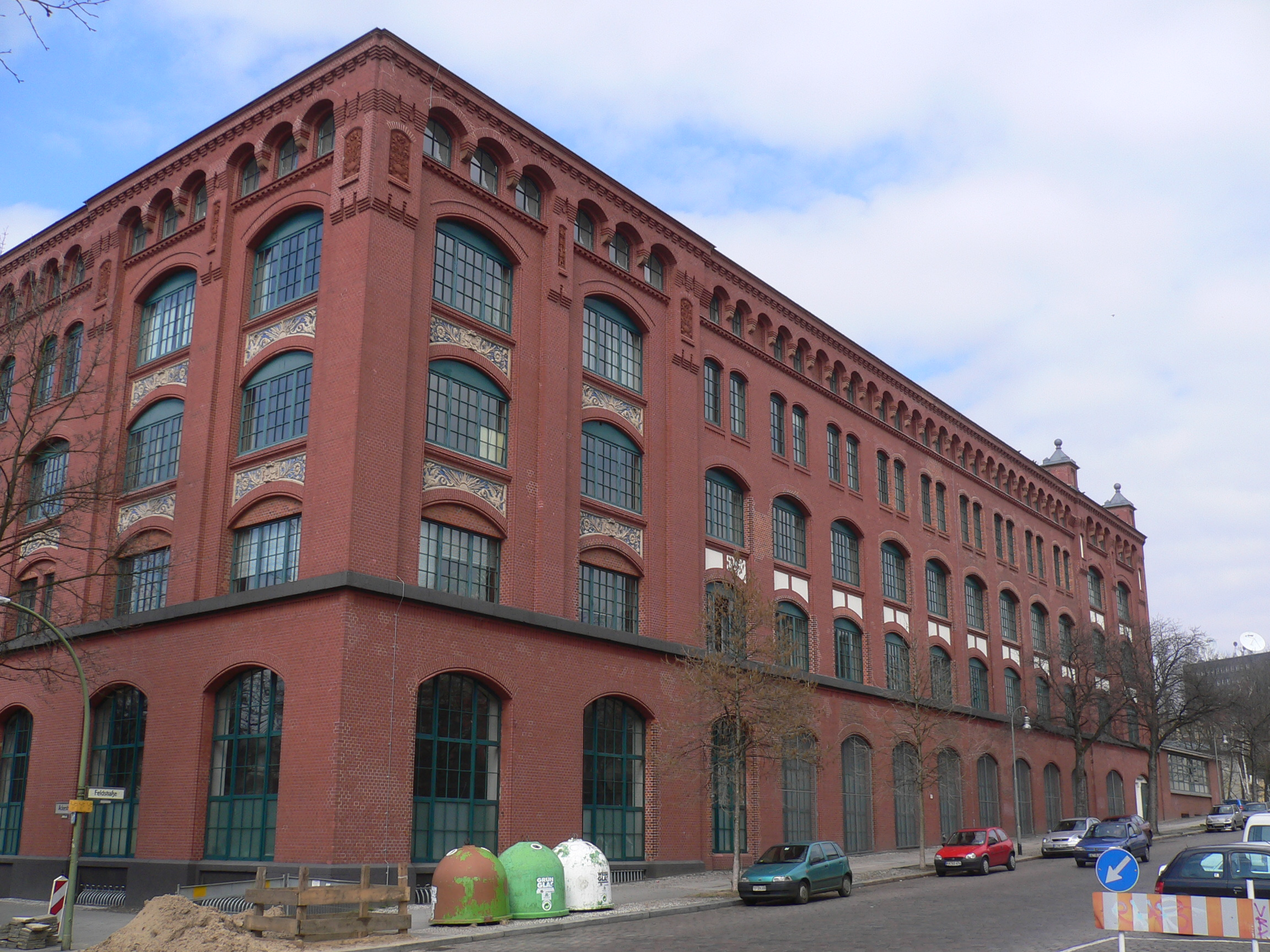
Ehemaliges AEG-Apparatewerk, Ackerstraße Ecke Feldstraße
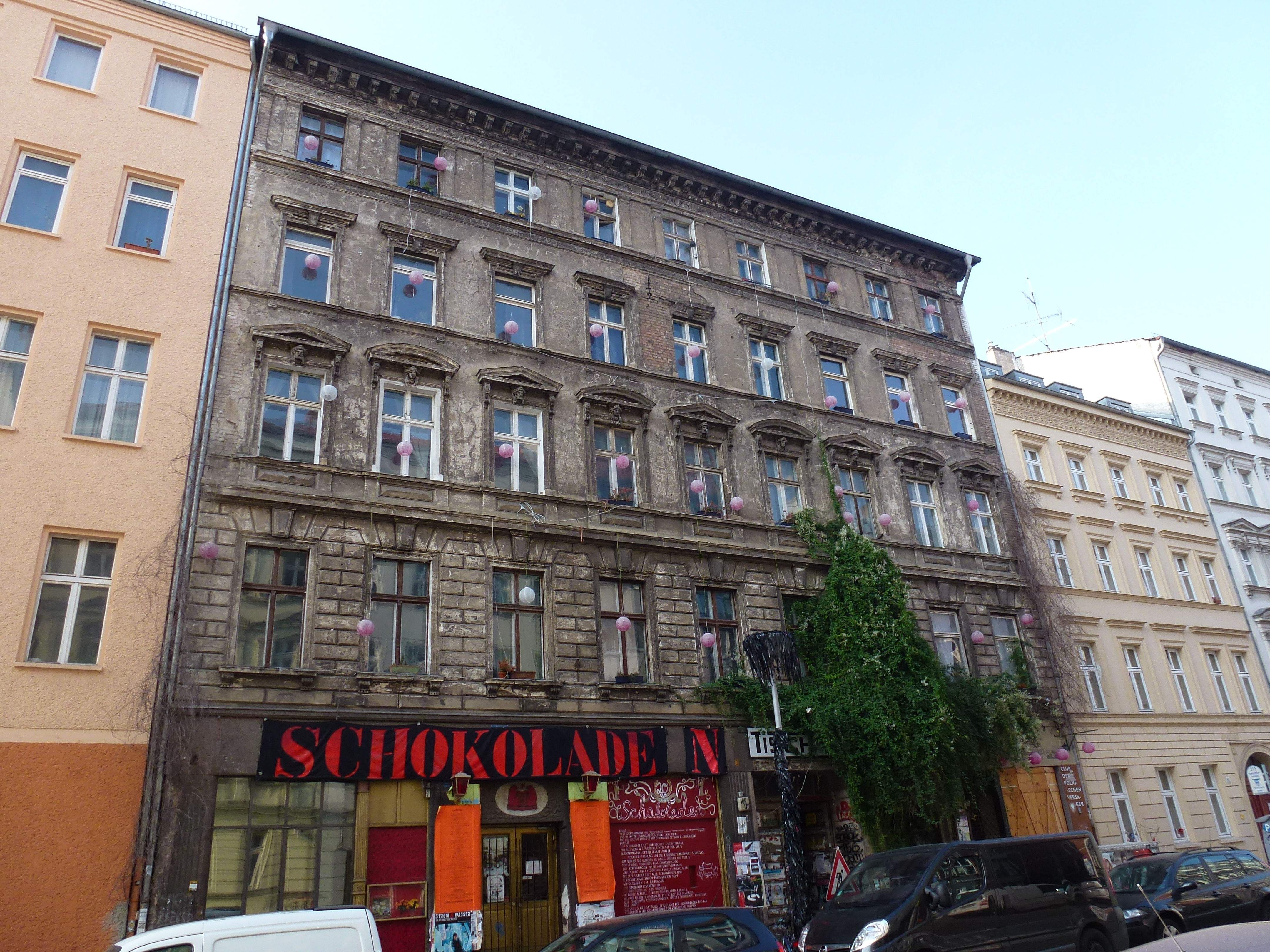
Alternatives Kulturhaus Schokoladen
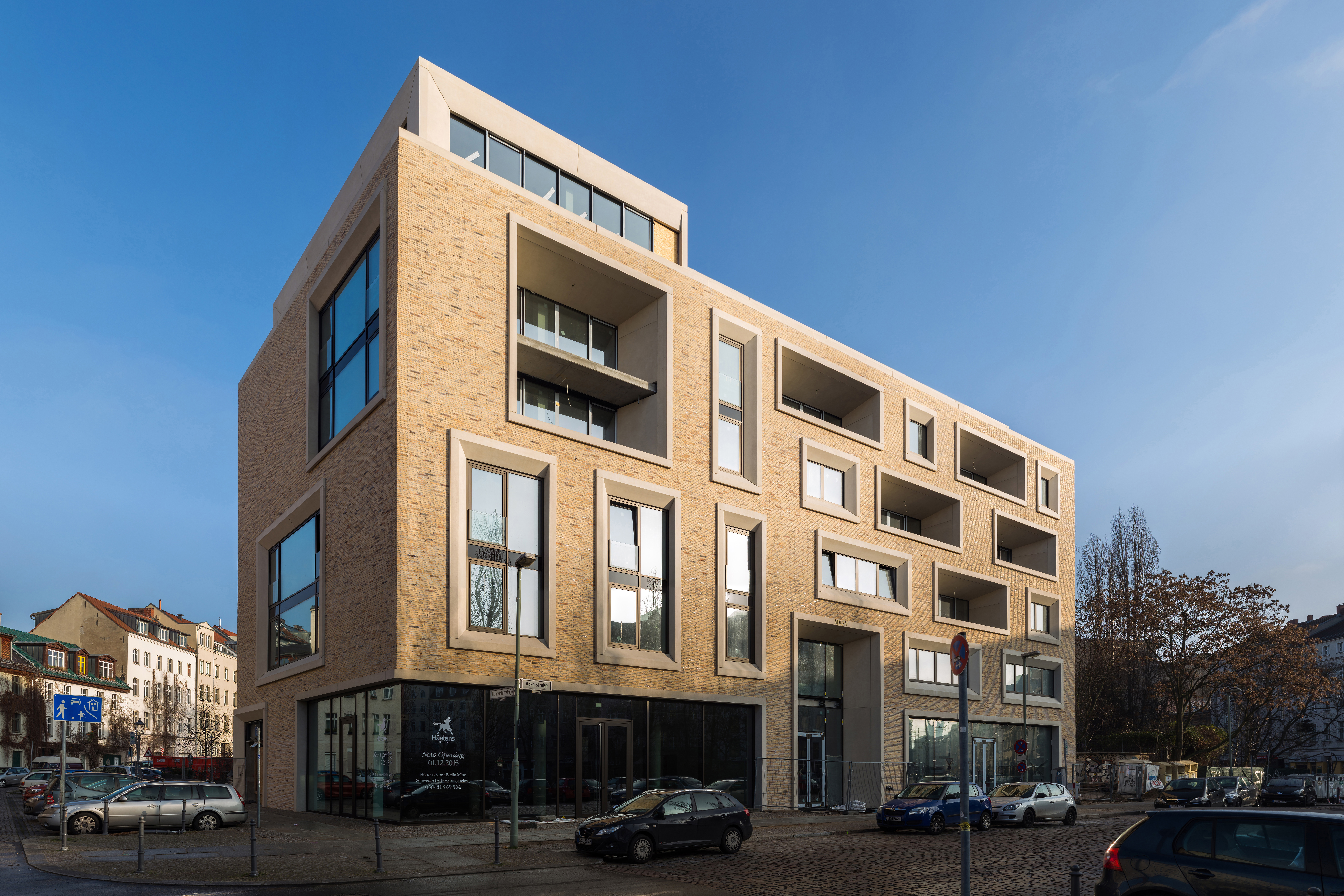
Wohn- und Geschäftshaus, fertiggestellt 2016

## Literarischer Handlungsort
- Die Ackerstraße ist der Hauptschauplatz der Trilogie der Wendepunkte von Klaus Kordon, bestehend aus den Bänden Die roten Matrosen (Ein vergessener Winter), Mit dem Rücken zur Wand und Der erste Frühling. Die in allen Bänden im Mittelpunkt stehende Familie Gebhardt wohnt dabei in der Ackerstraße 37, nach Angabe des Autors im Nachwort des ersten Bandes findet sich allerdings in Wirklichkeit in jener Straße unter der Nummer 37 ein Friedhof. Im Vorwort des ersten Bandes charakterisiert Kordon den Wedding als ärmsten Stadtteil Berlins und die Ackerstraße als die ärmste Straße im Wedding.
- Der Roman Das Mädchen aus der Ackerstraße. Ein Sittenbild aus Groß-Berlin (1920) von Ernst Friedrich (Pseudonym von Hermann Fleischack) und seine Fortsetzungen wurden auch in mehreren Teilen verfilmt.
- Roman Ackerstraße – Eine Berliner Tragödie, Bernd Kaufmann Fischer Verlag Frankfurt/Main 2008 ISBN 978-3-89950-335-7, bzw. inhaltsgleich Der Direktor – Eine Berliner Tragödie, Bernd Kaufmann BKP Verlag 2011 ISBN 978-3-9813424-1-3.